# تغییر ۲: لگام‌گسیخته
تغییر ۲: لگام‌گسیخته (انگلیسی: Shift 2: Unleashed) که با نام جنون سرعت: تغییر ۲ لگام‌گسیخته نیز شناخته می‌شود، یک بازی ویدئویی در سبک بازی ویدئویی مسابقه‌ای است که توسط الکترونیک آرتس و در سال ۲۰۱۱ و در پلت‌فرم‌های اکس‌باکس ۳۶۰، پلی‌استیشن ۳، مایکروسافت ویندوز و آی‌اواس منتشر شده‌است.